# Bahouan (Cameroun)
Pour les articles homonymes, voir Bahouan.
 (juin 2024).
La mise en forme du texte ne suit pas les recommandations de Wikipédia : il faut le « wikifier ».
Les points d'amélioration suivants sont les cas les plus fréquents. Le détail des points à revoir est peut-être précisé sur la page de discussion.
- Les titres sont pré-formatés par le logiciel. Ils ne sont ni en capitales, ni en gras.
- Le texte ne doit pas être écrit en capitales (les noms de famille non plus), ni en gras, ni en italique, ni en « petit »…
- Le gras n'est utilisé que pour surligner le titre de l'article dans l'introduction, une seule fois.
- L'italique est rarement utilisé : mots en langue étrangère, titres d'œuvres, noms de bateaux, etc.
- Les citations ne sont pas en italique mais en corps de texte normal. Elles sont entourées par des guillemets français : « et ».
- Les listes à puces sont à éviter, des paragraphes rédigés étant largement préférés. Les tableaux sont à réserver à la présentation de données structurées (résultats, etc.).
- Les appels de note de bas de page (petits chiffres en exposant, introduits par l'outil «  Source ») sont à placer entre la fin de phrase et le point final[comme ça].
- Les liens internes (vers d'autres articles de Wikipédia) sont à choisir avec parcimonie. Créez des liens vers des articles approfondissant le sujet. Les termes génériques sans rapport avec le sujet sont à éviter, ainsi que les répétitions de liens vers un même terme.
- Les liens externes sont à placer uniquement dans une section « Liens externes », à la fin de l'article. Ces liens sont à choisir avec parcimonie suivant les règles définies. Si un lien sert de source à l'article, son insertion dans le texte est à faire par les notes de bas de page.
- La présentation des références doit suivre les conventions bibliographiques. Il est recommandé d'utiliser les modèles {{Ouvrage}}, {{Chapitre}}, {{Article}}, {{Lien web}} et/ou {{Bibliographie}}. Le mode d'édition visuel peut mettre en forme automatiquement les références.
- Insérer une infobox (cadre d'informations à droite) n'est pas obligatoire pour parachever la mise en page.

Pour une aide détaillée, merci de consulter Aide:Wikification.
Si vous pensez que ces points ont été résolus, vous pouvez retirer ce bandeau et améliorer la mise en forme d'un autre article.
 (juin 2017).
Si vous disposez d'ouvrages ou d'articles de référence ou si vous connaissez des sites web de qualité traitant du thème abordé ici, merci de compléter l'article en donnant les références utiles à sa vérifiabilité et en les liant à la section « Notes et références ».
Bahouan ( Lá' Wɛŋ ou guɔŋ á Wɛŋ en ghomala') est une localité d'environ 15 km2 située dans la région de l'Ouest du Cameroun, dans le département des Hauts-Plateaux. Les villages limitrophes sont Bandjoun, Bamendjou, Bameka et Baham. La langue parlée est le ghomala',. Le groupement Bahouan est divisé en sept quartiers : Hiala, Mohiè, Mbou, Deuntcha, Tchave, Djeugo et Togheu. Le chef supérieur Bahouan s'appelle Sa majesté Ndassi Nenkam Faustin Jean.

## Géographie
Le groupement Bahouan, situé dans le département des Hauts-Plateaux (à 22 km de Bafoussam sur l’axe Bafoussam-Douala), fait partie des 4 groupements que compte l’arrondissement de Bamendjou.

## Toponymie
Bahouan est formé de deux syllabes : Ba=Pa qui signifie « les gens de » (dans la prononciation en Bahouan on dirait Pa et Weing) Weing, mot dérivant lui-même de Weingtche c'est-à-dire « éviter ». Bahouan signifierait alors « les gens qui évitent », c'est-à-dire ceux qui fuient les problèmes.

## Histoire

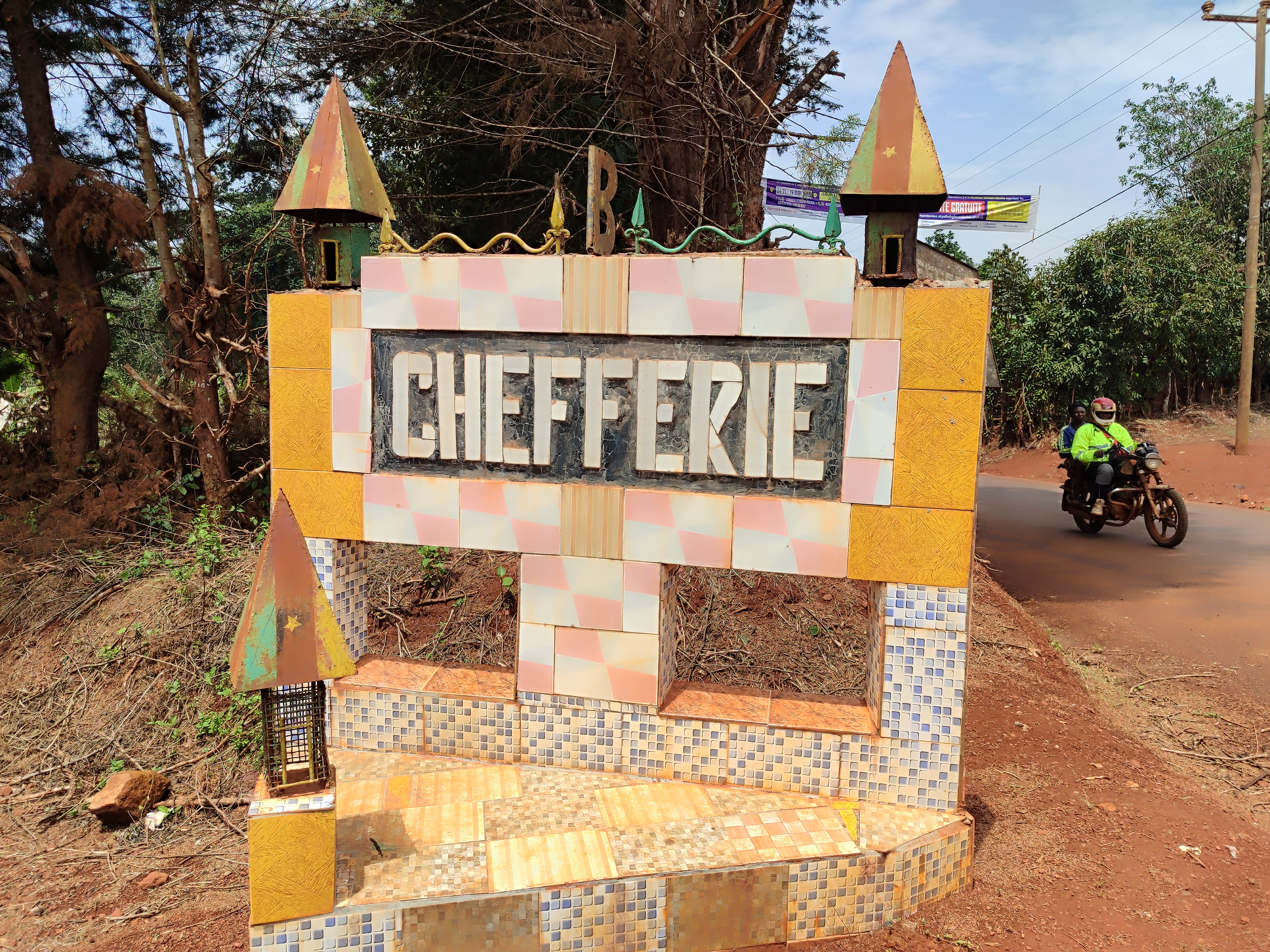
Ce fichier représente le panneau de la Chefferie Bahouan à l'Ouest Cameroun

Le groupement a été fondé entre le XVIe et le XVIIe siècle par Kenmogne, le cadet des jumeaux Kammegne et Fohom dit Fohomtchueng, fondateurs respectifs de Baham et de Bayangam. Tous trois venaient de Ndop après un transit à Bagam dans les Bamboutos.
Le groupement en est aujourd’hui à sa 17e dynastie. Il compte environ 8 000 personnes vivant de l’agriculture, du petit élevage et de l’artisanat.

## Aperçu de la dynastie Bahouan

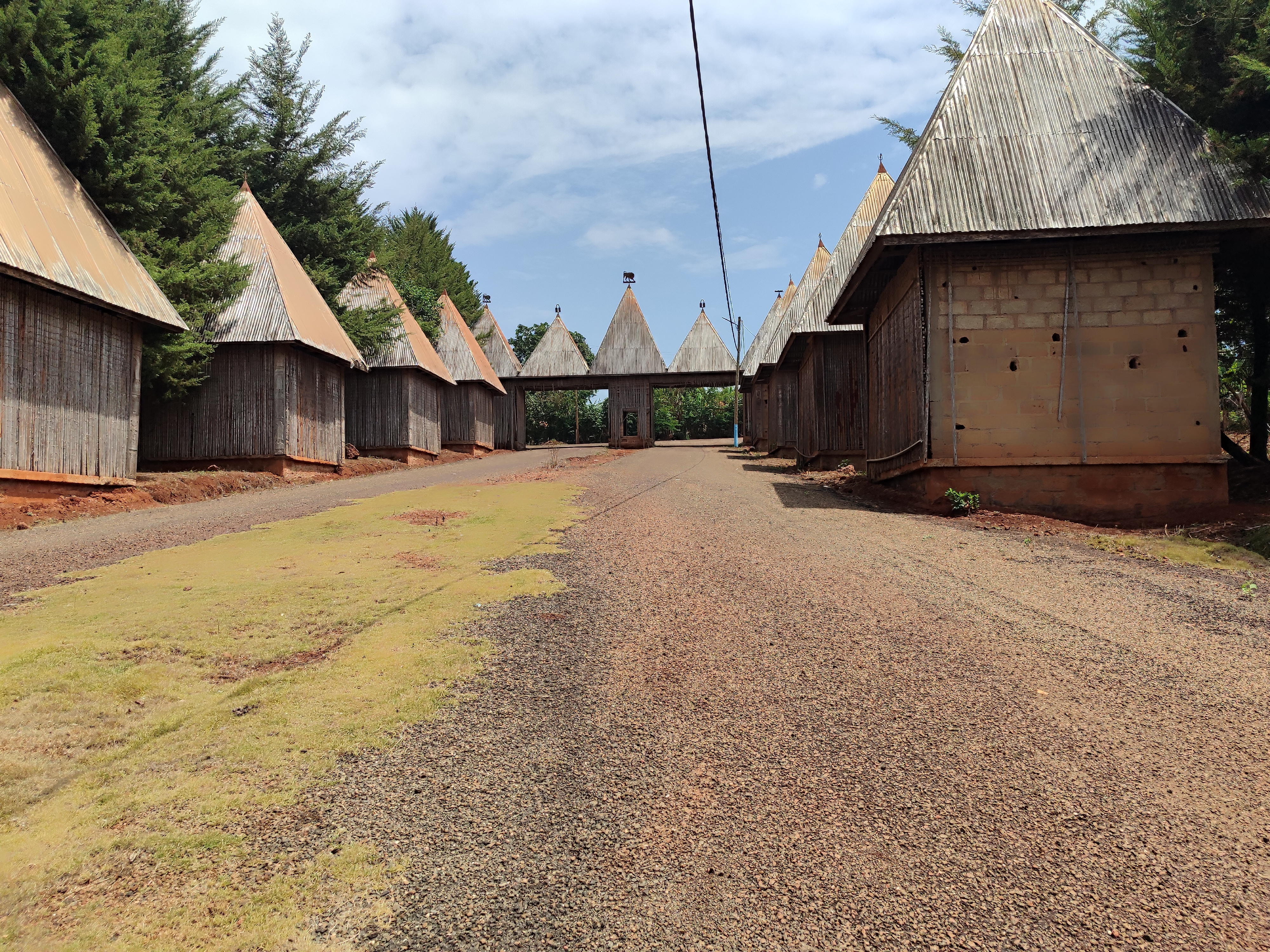
Ce fichier représente la Chefferie Bahouan à l'Ouest Cameroun

La dynastie Nguegouncheu se présente ainsi :
1. Feu kenmogne : Fils de Nguegouncheu, cadet des jumeaux. Fondateur de Bahouan.
2. Feu Nguegouncheu II : Fils de Kenmogne.
3. Feu Nkekake nzu: Fils de Nuegouncheu II;
4. Feu Nkentchekwa Fils de Nkekake nzu. Créateur de la danse Mwouop.
5. Feu Kamtseu fils de  Nkentchekwa.
6. Feu Feuto Tchouegom: fils de  Kamtseu, Grand organisateur des cadres socioculturels.
7. Feu Tseuchie : Fils de Feuto Tchouegom.
8. Feu Nwochie, Fils de Tseuchie : Fondateur de la danse Metchieh
9. Feu Nechie, Fils de Nwochie; fondateur des célèbres sociétés secrètes Kemjieh et Kouossi.
10. Feu Nessom: Fils de Nechie, grand agriculteur et éleveur fit de Bahouan une zone de grande production de pomme de terre,
11. Feu Feuwouo Tchouegom Fils de Nessom, Pacifiste et ouvert au dialogue.
12. Feu Kouokam Guedem: Fils de Feuwouo Tchouegom. Forte personnalité, habile manœuvrier, il fut le créateur de la danse sécrète Kom-Kouossi, il meurt en 1904.
13. Feu Feutseu: Fils de Kouokam Guedem; son règne fut éphémère (1904-1905).
14. Feu Simo: Fils de Kouokam Guedem ; (1905-1910) son règne fut assombri par l’affaire Mabou-Nguemkam qui faillit faire raser Bahouan par les Allemands, d’où l’exode massif des Bahouan.
15. Feu Feugaing Djuikam: fils de Kouokam Guedem ; (1910-mars 1959). Homme de grande finesse, pacifiste et amoureux de la Culture; Créateur de la société secrète Kwemteng. La razzia sur les chefferies de l’ouest en février 1958 n’a pas épargné celle de Bahouan. Après un mois de répit, celle-ci eut un coup dur de plus, la nuit du 4 au 5 avril 1958, tout a été incendié et saccagé. Ce qui fragilisa davantage le moral, voir la santé du vieux sage. Le règne de Feu Feugaing dure 49 ans, il disparaît en mars 1959 à 104 ans.
16. Feu Nenkam Fofongue Fréderic : fils de Feugaing Djuikam ; (mars 1959-décembre 1988) ; homme moderne d’une rare intelligence. Il a su concilier tradition et modernisme. premier maire de la commune de Bamendjou ; il mit sur pied une organisation civile apolitique et à but non lucratif sous le nom de Regerba (Réunion Générale des Ressortissants Bahouan)  pour moderniser le village ; le foyer culturel Bahouan, le centre de santé intégré, l’électricité, la transformation des pistes en routes praticables en témoignent cet élan de solidarité. Il créa la société sécrète Komenûh.
17. Feu Ndassi Nenkam Faustin Jean : Fils de Nenkam Fofongue Fréderic ; ingénieur agronome, il a la responsabilité de conduire Bahouan à l’émergence. Né le 16 mars 1962 ; il règne depuis mars 1989 ; pionnier de l’aménagement des bas-fonds et de l’agriculture toute saison, Il est au centre d’un vaste chantier de réformes  donc voici quelques exemples : le quadrillage des activités du Redeba (Réunion pour le Développement de Bahouan) ; la coordination de l'action des élites en les orientant vers le développement économique, social et culturel de Bahouan, la promotion de  la paix et la concorde.

## Personnalités liées à Bahouan
- Albert Dzongang, homme politique
- Rigobert Tamwa, acteur de cinéma